# Martin Rajnov
Martin Nikolaev Rajnov (in bulgaro Мартин Николаев Райнов?; traslitterazione anglosassone: Martin Raynov; Gabrovo, 25 aprile 1992) è un calciatore bulgaro, centrocampista dello Jantra Gabrovo.

## Carriera

### Club
Ha debuttato nel campionato bulgaro con la maglia del Beroe nel 2012. Nella stagione 2016-2017 passa alla Lokomotiv Plovdiv, dove disputerà 29 partite segnando anche 3 gol. Il 20 gennaio 2017 torna al Beroe, dove disputa ottime prestazioni segnando 3 gol, guadagnandosi la convocazione della nazionale bulgara.

### Nazionale
Ha giocato nella nazionale bulgara Under-21.
Tra il 2016 ed il 2021 ha giocato complessivamente 8 partite con la nazionale bulgara.

## Palmarès

### Club

#### Competizioni nazionali
- Coppa di Bulgaria: 1

Beroe: 2012-2013
- Supercoppa di Bulgaria: 1

Beroe: 2013